# Alexander Hofman
Alexander Hofman är sångare i bandet S.P.O.C.K., där han använder artistnamnet "Android". Alexander är den ende kvarvarande originalmedlemmen i bandet.